# ウォータージェット推進

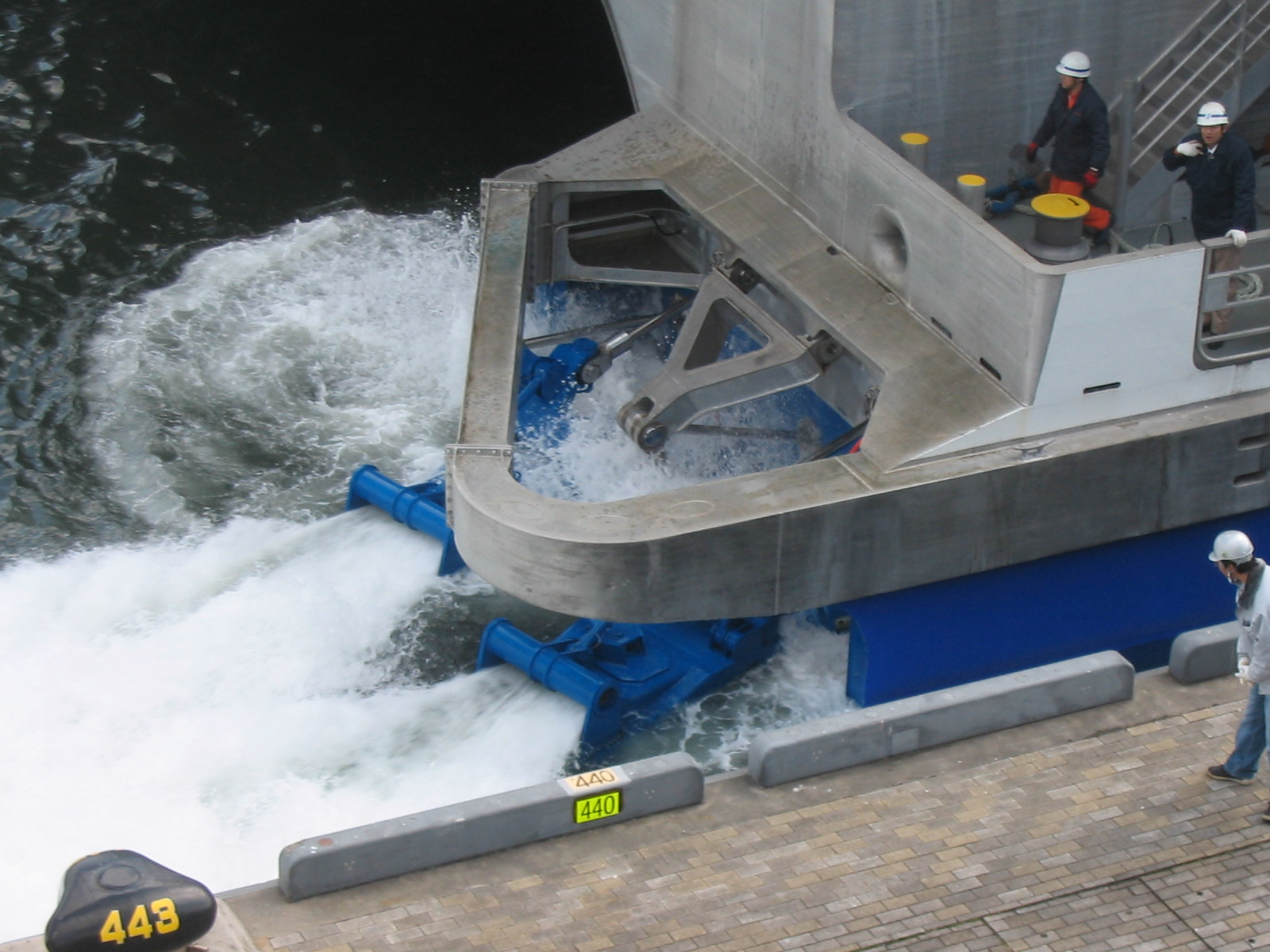
離岸のためナッチャンWorldのウォータージェット推進器が作動する様子。

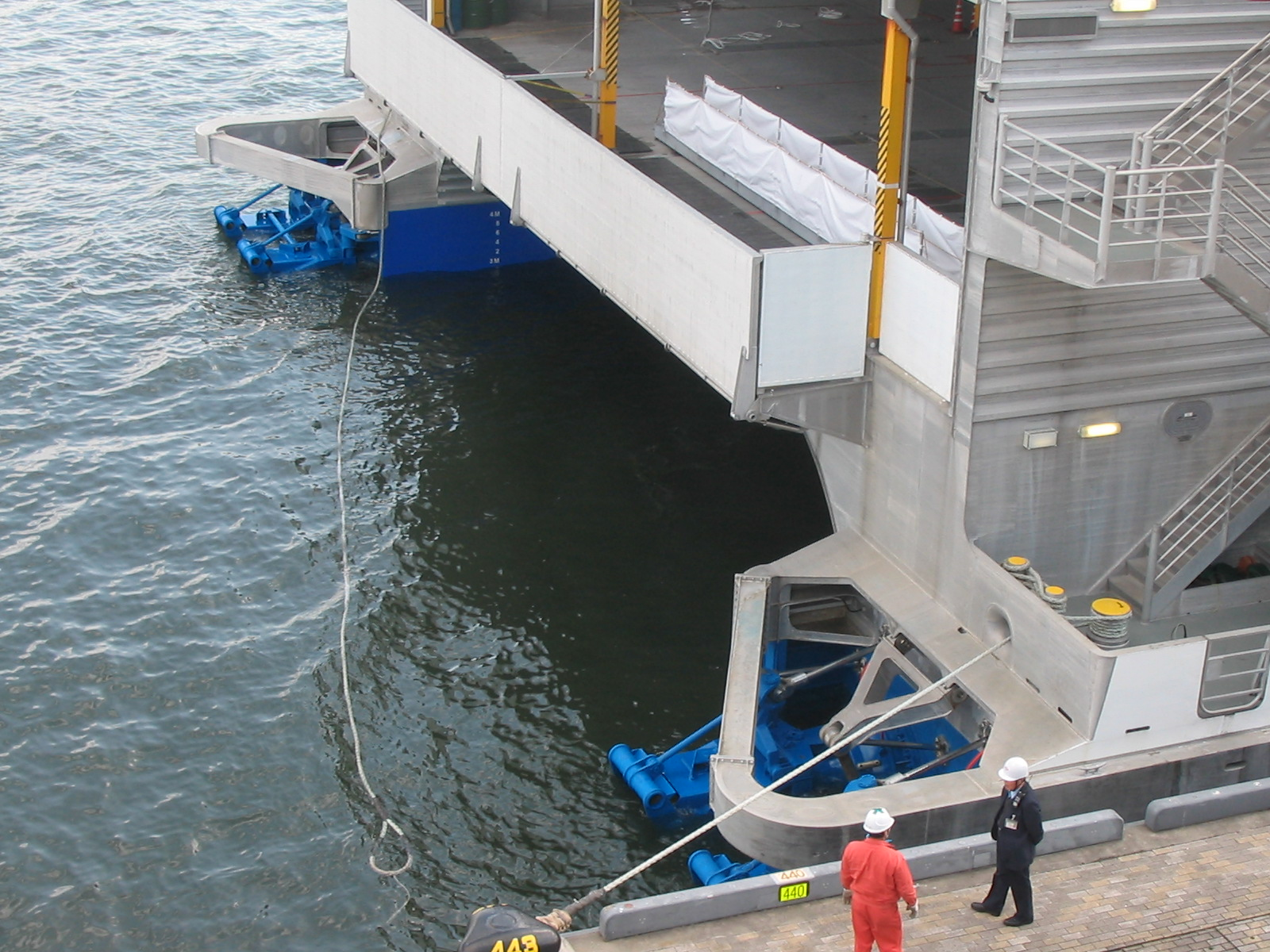
ナッチャンWorldの船尾に4基備えられたウォータージェット推進器。

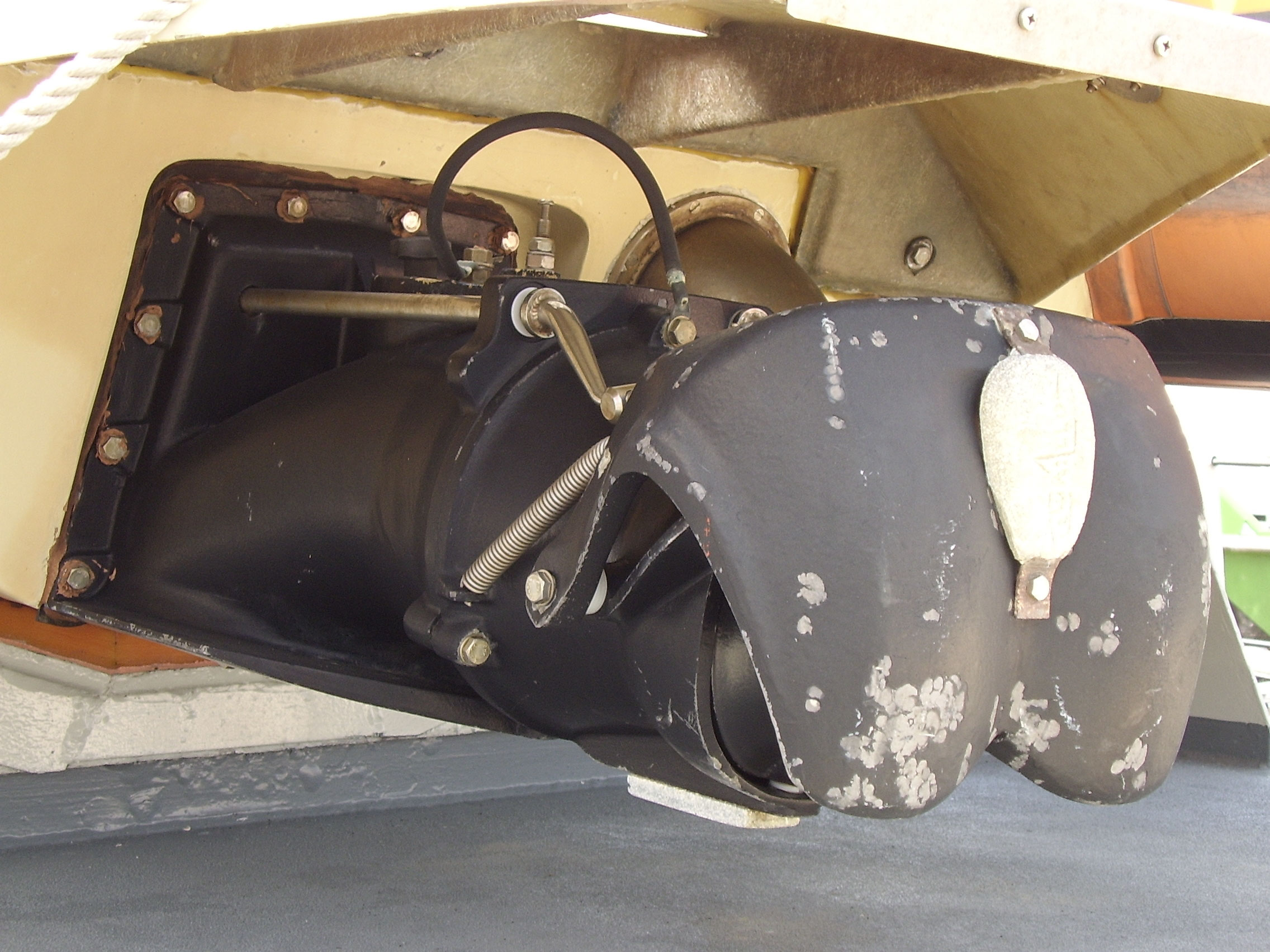
ウォータージェットノズル 噴出口には急減速・後進用のカバーが降りている。

ウォータージェット推進（ウォータージェットすいしん、英語: water jet）とは、船舶の推進方式の1つで、進行したい方向と逆に高圧の水流を噴出する事により、推進力を得る方式である。英語圏では「ハイドロジェット推進」や「ポンプジェット推進（pump-jet）」などとも呼称される。

## 概要
ウォータージェット推進は、船底から汲み上げた水を、主機（動力源）により動作する高圧ポンプで、基本的に後方のノズルから勢い良く吐出する事で推進力を得る方式である。ただし、大型の船の場合には、後方以外にも噴出させて、船体の移動方向を変えたり、場合によっては進行方向とは逆に噴出させて、制動をかける場合もある。また、水中船ではスクリュー部の外周を、円形シェラウドなどで覆う。推進効率はプロペラスクリューに劣るものの、高速での航行に適している。なお、小型のウォータージェット推進装置はガソリンエンジンを動力源とする場合もあり、より大型の装置はガスタービンエンジンや高速ディーゼルエンジンを動力源とする場合もある。しかしながら、モーターを動力源にする場合もあり、動力源は多様である。

## 採用例
レジャー用の水上オートバイから、高速船、巡視船・巡視艇、テクノスーパーライナー、ミサイル艇などに採用されている。また、スクリューにダイバーを巻き込む危険性が少ないため、ダイバー支援船にも採用される場合がある。さらに、スクリュー部外周を円形シェラウドなどで覆う事から「静粛性にも優れている」とされ、出力に余裕のある原子力潜水艦では推進効率の低さを補えるので使用されつつある。従来は推進効率が低いので、航続距離に限界があったが、近年では高速性と静粛性に着目し、新開発の魚雷に採用した事例も見られる。ほとんどがオンボードエンジンだが、船外機の推進器としても採用例が見られる。
- 潜水艦 - イギリス海軍『トラファルガー級』、アメリカ海軍『シーウルフ級』、フランス海軍『ル・トリオンファン級』、ロシア海軍『ボレイ級』
- 魚雷 - 『スピアフィッシュ』『Mk48』

## 特徴

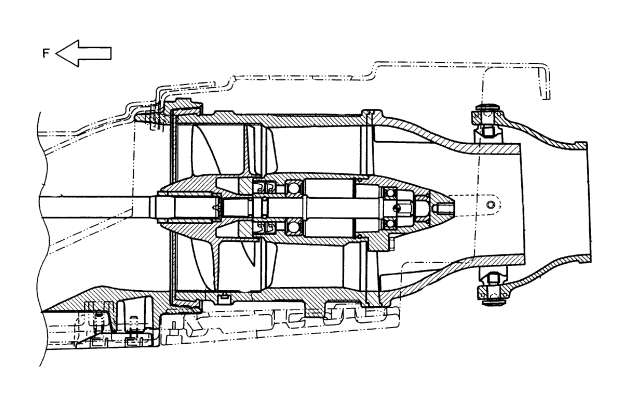
『ジェットスキー』用ポンプジェット推進器の構造図

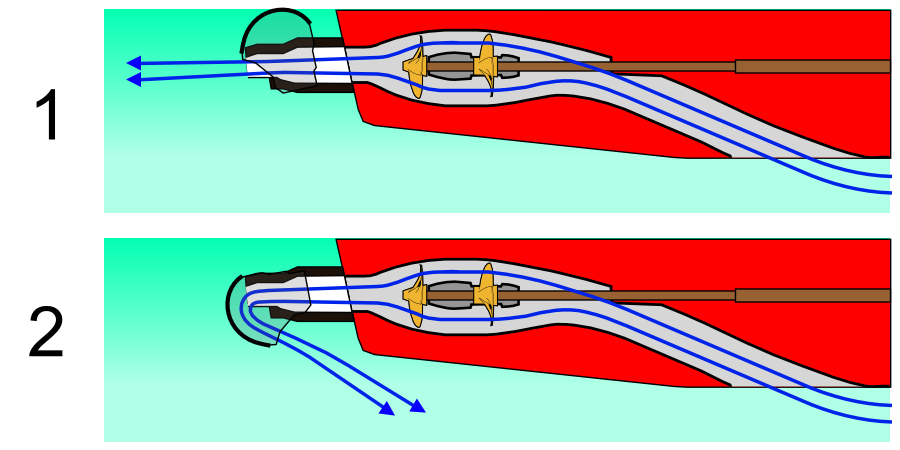
ウォータージェットの仕組み
1.前進時 2.後進時

2つの噴射方向を組み合わせれば前進、後退、横移動、その場での旋回が行なえる。

ウォータージェット推進装置は、一般的なスクリュープロペラよりも設計、製造は難しいが、スクリュー船では到達し難い40 - 50ノット（約74 - 93 km/h）での高速航行を可能にする推進方式である。また船底部に突出部分が無く、浅水面での航行が可能であり、ノズルの噴射方向を変える事で船の向きを変えられるため、舵の必要が無い。加えてノズルの逆噴射機構を用いた急制動が可能である。またスクリュープロペラでは不可能な、超微速航行が可能である。
このような利点を持つ反面、低速航行時の方向安定性、操縦性に難があること、エネルギー効率はスクリュープロペラに劣り、低速域での燃費が悪いなどの欠点が存在する。
ウォータージェット推進に関して「ノズルから勢いよく水流を吐き出して前進するボート」というイメージを持つ者も見られるが、ノズル流速と船体速度との差は大きければ大きいほど、推進効率は悪くなる。推進効率という観点からすると、同じ加速であれば「少ない水を勢いよく噴射」するより「船体速度よりわずかに速い水流を大量に発生させる」方が、遥かに効率が良い。ゆえに静止状態から効率良く目標とする速度に到達するためには、機関出力を滑らかに上昇させ、ゆっくり加速する必要が有る。
ちなみに、25ノット程度の速度域ではスクリュープロペラでの推進方式であれば効率が65パーセントに達するのに対し、ウォータージェット推進方式では効率は45パーセント程度に留まる。ただし、ウォータージェット推進を採用した船の場合、船体に突起物が少ない分だけ、水による抵抗が少ない為、効率の差は船全体として総合的に考える必要が有る。また、スクリュープロペラを用いた推進方式では、プロペラの回転数が増すに連れて増加するキャビテーションが避けられず、一般的に30ノット以上の速度域では効率が逆転し、ウォータージェット推進方式の方が良くなるため、高速での使用を目的とした海上保安庁の巡視艇や漁業取締船などでの採用例が多い。
必要に応じて航行速度を上げるため、低速時操船用のディーゼルエンジンとスクリュープロペラに加えて、ウォータージェット推進装置をブースターとして備える方式も見られる。

## 著名な船
- ボーイング929（ジェットフォイル）
- ゆにこん
- ナッチャンRera / ナッチャンWorld
- あかね (高速フェリー)
- 熊野交通瀞峡遊覧船
- はやぶさ型ミサイル艇
- つるぎ型巡視船
- とから型巡視船
- みはし型巡視船
- びざん型巡視船 (2代)
- しもじ型巡視船
- フリーダム級沿海域戦闘艦
- インディペンデンス級沿海域戦闘艦